# قطعنامه ۴۵۶ شورای امنیت
قطعنامه ۴۵۶ شورای امنیت سازمان ملل متحد که در تاریخ ۳۰ نوامبر ۱۹۷۹ تصویب شد، سندی بین‌المللی دربارهٔ اسرائیل-جمهوری عربی سوریه است. این قطعنامه طی نشست ۲٬۱۷۴ام با ۱۴ موافق، ۰ مخالف و ۰ ممتنع تصویب شد.